# Jewgeni Iwanowitsch Ditrich

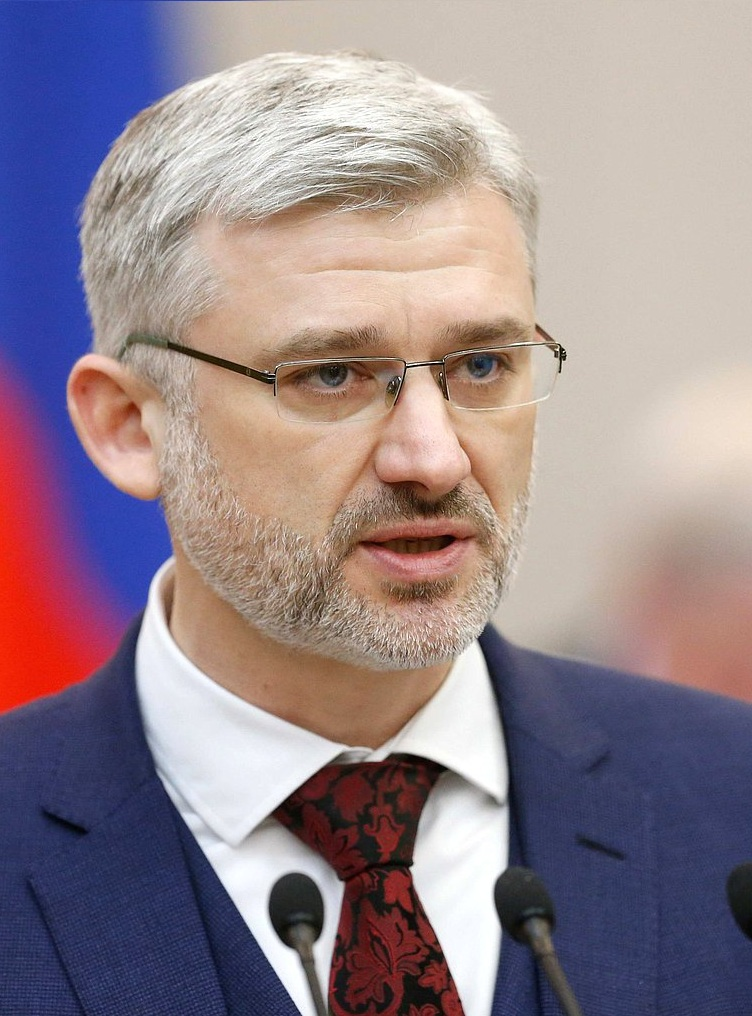
Jewgeni Ditrich (2019)

Jewgeni Iwanowitsch Ditrich (russisch Евгений Иванович Дитрих; * 8. September 1973 in Mytischtschi, Oblast Moskau, Sowjetunion) ist ein russischer Politiker. Von 2018 bis 2020 war er Verkehrsminister der Russischen Föderation. Er bekleidet den Rang eines Wirklichen Staatsrats 1. Klasse der Russischen Föderation.

## Leben
Ditrich absolvierte 1996 das Staatliche Moskauer Ingenieur-physikalische Institut (heute die Nationale Forschungsuniversität für Kerntechnik „MIFI“) als angewandter Mathematiker. 1999 schloss er die Höhere Moskauer Schule für Privatisierung und Unternehmertum als Rechtswissenschaftler ab. Von 1999 bis 2000 besuchte er berufliche Weiterbildungslehrgänge an der Staatlichen Russischen Akademie für Arbeit und Beschäftigung des Arbeitsministeriums sowie an der Staatlichen Universität für Bodenmanagement. 1999 studierte er an der Oxford Brookes University. 2002 qualifizierte er sich am Moskauer Institut für Aktienmarkt und Aktienverwaltung zum Unternehmensdirektor weiter.
Ab 1995 arbeitete Ditrich im staatlichen Komitee der Russischen Föderation für Vermögensverwaltung als Berater, Referatsleiter, Stellvertreter des Bereichsleiters und Bereichsleiter. Von 2004 bis 2005 war er stellvertretender Direktor des Bereichs Vermögens- und Grundbesitz sowie Naturraumbewirtschaftung beim Ministerium für wirtschaftliche Entwicklung und Handel. Von 2005 bis 2012 war er als stellvertretender Leiter der föderalen Agentur für Straßenwesen beschäftigt. Von 2012 bis 2015 arbeitete er im Regierungsapparat als Direktor des Bereichs Industrie und Infrastruktur. Anschließend leitete er vom 20. Juli bis zum 12. Oktober 2015 den föderalen Verkehrsaufsichtsdienst (Rostransnadsor). Vom 14. Oktober 2015 bis 18. Mai 2018 war er stellvertretender Verkehrsminister der Russischen Föderation.  Am 18. Mai 2018 wurde zum Verkehrsminister im Kabinett Medwedew II ernannt und am 9. November 2020 aus dem Kabinett Mischustin entlassen.
Ditrich ist verheiratet und Vater von drei Kindern.

## Auszeichnungen
- Orden der Ehre (2017)
- Danksagung des Präsidenten der Russischen Föderation (2017)
- Verdienter Transportarbeiter Russlands (2014)
- Danksagung der Regierung der Russischen Föderation (2009)